# Ella Holmegård
Ella Holmegård (* 28. September 2000) ist eine schwedische Radrennfahrerin, die sich im Mountainbikesport auf die Disziplin Cross-Country Eliminator spezialisiert hat.

## Sportlicher Werdegang
Holmegård begann ihre Mountainbike-Aktivitäten beim Radsportverein von Mölndal und gewann 2017, mit nur 17 Jahren, die schwedische Meisterschaft im Eliminator. Einige Monate später stellte sie ihr Talent auch auf internationaler Ebene unter Beweis mit einem fünften Platz bei ihrer ersten Weltcup-Teilnahme und vor allem mit der Silbermedaille bei den Urban-Cycling-Weltmeisterschaften 2017. Im Jahr darauf gewann sie erneut die schwedischen Meisterschaften, belegte dreimal das Podium im Weltcup und wurde in dessen Gesamtwertung Zweite. 2019 erzielte sie in Valkenswaard und Graz ihre ersten Weltcupsiege und wurde erneut Zweite der Gesamtwertung.
Nachdem der Wettkampfbetrieb 2020 infolge der Corona-Pandemie stark eingeschränkt gewesen war, konnte Holmegård in den beiden folgenden Jahren noch mehrfach Podiumsplätze im Weltcup erzielen. Bei den Weltmeisterschaften 2022 gewann sie ihre zweite Medaille, eine bronzene. 2023 legte Holmegård eine Pause in ihren sportlichen Aktivitäten ein. Bislang (Stand 2025) kehrte sie noch nicht in den internationalen Wettkampfbetrieb zurück.

## Erfolge
2017
 Schwedische Meisterin – Eliminator
 Weltmeisterschaften – Eliminator
2018
 Schwedische Meisterin – Eliminator
2019
 Schwedische Meisterin – Eliminator
XCE-Weltcup – zwei Erfolge
2022
 Schwedische Meisterin – Eliminator
 Weltmeisterschaften – Eliminator